# Caso Las Malvinas
El Caso Las Malvinas hace referencia a la desaparición forzada y asesinato de cuatro menores de edad en Guayaquil, Ecuador, en diciembre de 2024. Los menores fueron vistos por última vez en el sector de Las Malvinas tras un partido de fútbol, donde fueron detenidos por miembros de las Fuerzas Armadas. Días después, sus cuerpos calcinados fueron hallados cerca de la base militar de Taura en Naranjal, lo que desató indignación nacional y un intenso debate sobre la actuación de las fuerzas militares y la protección de los derechos humanos.

## Contexto
El caso ocurrió en un contexto de creciente militarización de la seguridad pública en Ecuador, tras la declaratoria de estado de excepción y conflicto armado interno por parte del presidente Daniel Noboa en enero de 2024 por medio de su decreto ejecutivo 111, en respuesta al aumento de la violencia vinculada al crimen organizado. Las Fuerzas Armadas asumieron un rol activo en operativos de seguridad, lo que generó críticas por parte de organizaciones de derechos humanos debido a reportes de abusos, ejecuciones extrajudiciales y desapariciones forzadas. El sector Las Malvinas, ubicado en el sur de Guayaquil, es una zona de población afrodescendiente y de bajos recursos, históricamente estigmatizada por problemas de delincuencia. Los cuatro adolescentes eran residentes de esta comunidad y fueron detenidos por militares durante un operativo el 8 de diciembre de 2024.

## Hechos

### Desaparición de los menores
El 8 de diciembre de 2024, los cuatro niños, identificados como Ismael Arroyo (15 años), Josué Arroyo (14 años), Nehemías Arboleda (15 años) y Steven Medina (11 años), desaparecieron en el sector de Las Malvinas, al sur de Guayaquil, después de salir de jugar un partido de fútbol. Según testimonios de familiares y videos de cámaras de vigilancia, los menores fueron detenidos por personal militar y subidos a vehículos de las Fuerzas Armadas en las cercanías del Mall del Sur. Horas después, Ismael Arroyo llamó a su padre desde un celular prestado, relatando que los habían golpeado, desnudado y abandonado en Taura, una parroquia rural a 37 km de Guayaquil. A pesar de las alertas, las autoridades no los encontraron.

### Las víctimas
Los cuatro menores fallecidos en el caso conocido como «Los Cuatro de Las Malvinas» eran:
- Ismael Eduardo Arroyo Bustos (15 años): Integrante de la Escuela de Fútbol Richard Borja (FC Riborj Sub-15), sobrino del delantero y extremo izquierdo Michael Arroyo.[6] [7]
- Josué Didier Arroyo Bustos (14 años): Estudiante de educación básica. [7]
- Nehemías Saúl Arboleda Portocarrero (15 años): Participaba en actividades culturales y musicales locales. [8] [7]
- Steven Gerald Medina Lajones (11 años): Integrante de la Fundación Nueva Vida, participaba en actividades comunitarias y deportivas.[9] [10] [7]

## Investigación
El 9 de diciembre de 2024, la Fiscalía General del Estado inició una investigación por el presunto secuestro de los menores, tras la denuncia presentada por el padre de una de las víctimas. En un principio, el caso fue gestionado por la Fiscalía Especializada en Delincuencia Organizada Transnacional e Internacional (Fedoti), y posteriormente, el 22 de diciembre de 2024, fue transferido a la Unidad Especializada de Investigación de Uso Ilegítimo de la Fuerza. 
El 24 de diciembre de 2024, se encontraron cuatro cuerpos calcinados cerca de la base militar de Taura, en la localidad de Naranjal, aproximadamente a 40 kilómetros de la última ubicación donde los menores fueron vistos por última vez. Al día siguiente, 25 de diciembre de 2024, los familiares fueron convocados para la identificación de los restos. Tras realizarse pruebas genéticas, la Fiscalía confirmó que los cuerpos correspondían a los menores desaparecidos. Este hallazgo generó una amplia repercusión en la opinión pública y provocó una serie de protestas en varias ciudades del país, en las que los ciudadanos exigieron justicia y mayor transparencia en la investigación del caso.

### Procesamiento de los militares involucrados
El 31 de diciembre de 2024, la Fiscalía presentó cargos por desaparición forzada contra 16 militares presuntamente implicados en el caso. Ese mismo día, el juez Dennis Ugalde ordenó prisión preventiva para los acusados y estableció un período de instrucción fiscal de 90 días para avanzar en la investigación. Días antes, el 24 de diciembre de 2024, la jueza Tanya Loor de Guayaquil reconoció la desaparición forzada de los menores bajo responsabilidad del Estado tras una audiencia de habeas corpus, resolución que generó tensiones con el Ministerio de Defensa, cuyo titular, Gian Carlo Loffredo, amenazó con sanciones a la magistrada. 
Los militares implicados ofrecieron su versión de los hechos, afirmando que durante un patrullaje detuvieron a los jóvenes debido a una denuncia de robo en la zona. Según su relato, los menores no portaban documentos de identificación y se negaron a proporcionar sus nombres o edades. En relación con las imágenes de video que muestran a los menores siendo golpeados, los militares negaron que se tratara de actos de violencia, justificando sus acciones al afirmar que intentaban evitar que los detenidos los miraran directamente.
Los militares también sostuvieron que, tras la detención, liberaron a los menores en la zona de Taura. Sin embargo, no existe un informe oficial de arresto que respalde esta afirmación. Posteriormente, los cuerpos de los menores fueron encontrados calcinados en esa misma área el 24 de diciembre de 2024. El 2 de enero de 2025, los 16 militares involucrados fueron trasladados a la cárcel de Latacunga.
El 21 de enero, el juez Jorge Aldás fue arrestado por prevaricato al liberar a Bryan "Momo", un presunto testigo vinculado a una banda criminal, bajo un indulto médico inválido. "Momo" desapareció tras su liberación.
El 31 de enero de 2025, representantes del Ministerio del Interior y la Policía Nacional comparecieron ante la Comisión de la Niñez de la Asamblea Nacional para discutir el caso de los cuatro menores desaparecidos y asesinados. Aunque la ministra del Interior, Mónica Palencia, y el comandante general de la Policía, Víctor Zárate, no asistieron, enviaron a sus delegados, incluyendo al viceministro de Seguridad Pública, Fernando Buenaño, quien no proporcionó detalles sobre el caso debido a que la investigación está en fase preliminar y bajo reserva.
Durante esta sesión, se anunció que el informe final de la comisión se presentará el 12 de febrero de 2025. La presidenta de la Comisión, Pierina Correa, destacó que el Ministerio del Interior debería ofrecer más información, ya que la Fiscalía ha formulado cargos relacionados con el caso. La investigación abarca no solo la desaparición forzada, sino también el secuestro con resultado de muerte.
El 19 de febrero de 2025, se llevó a cabo una audiencia de apelación a esta medida, que fue suspendida y posteriormente reprogramada para el 20 de febrero. En esta audiencia, el tribunal ratificó la prisión preventiva, rechazando el recurso de apelación presentado por la defensa de los militares.
El 25 de febrero de 2025, la Asamblea Nacional aprobó una resolución, propuesta por la Comisión de Protección Integral a Niñas, Niños y Adolescentes, que reconoció la responsabilidad política del ministro de Defensa, Gian Carlo Loffredo, por incumplimiento de funciones. La resolución, respaldada por 66 votos, exhortó al Ministerio a fortalecer la capacitación militar en derechos humanos y prevenir futuras desapariciones forzadas. Además, se dispuso que el informe del caso sea considerado en procesos de fiscalización, incluyendo un posible enjuiciamiento político contra Loffredo.
El 6 de marzo de 2025, la defensa de los militares presentó una nueva solicitud para que se les permitiera defenderse en libertad mientras continúa el proceso judicial. Sin embargo, el tribunal ha mantenido la decisión de prisión preventiva, programando una nueva audiencia para el 21 de marzo de 2025.
Entre el 16 y 17 de marzo de 2025 se llevó a cabo la reconstrucción de los hechos que duró cerca de 12 horas. Durante la reconstrucción, participaron 16 militares procesados, quienes fueron trasladados desde la cárcel de Latacunga. La diligencia comenzó en la intersección de la avenida 25 de Julio y Ernesto Albán, cerca del Mall del Sur, y se extendió hasta la parroquia Taura en Naranjal. Familiares de las víctimas y abogados estuvieron presentes durante la reconstrucción, lo que permitió una mayor transparencia en el proceso. El objetivo principal de esta reconstrucción fue verificar las versiones sobre lo ocurrido la noche de la desaparición y asesinato de los menores.
El 21 de marzo de 2025, se ratificó la prisión preventiva para los 16 militares involucrados. Esta decisión se tomó tras una audiencia en la que la defensa de los acusados solicitó que se les permitiera enfrentar el proceso en libertad, pero el juez encargado del caso decidió mantener la medida de prisión preventiva debido a los argumentos presentados por la Fiscalía.
El 28 de marzo de 2025, un informe  de autopsia reveló que los cuatro menores murieron por disparos violentos. Según el informe, al menos tres de los menores recibieron impactos de bala en la cabeza y espalda, sugiriendo que fueron ejecutados de espaldas mientras estaban de rodillas. Uno de los cuerpos presentaba una lesión contundente en el cráneo, ocurrida en vida. Aunque los resultados no son concluyentes debido al estado de los cuerpos, el Comité de Derechos Humanos solicito una ampliación del informe para determinar posibles torturas.
El 31 de marzo de 2025, alias "Momo", cuyo nombre real es Bryan Vicente Alvarado Aguirre fue capturado en un operativo policial en la parroquia Virgen de Fátima, cantón Yaguachi, mientras intentaba huir. "Momo" es mencionado en el caso Las Malvinas, donde se investiga la desaparición y asesinato de los cuatro niños en Guayaquil. Aunque su detención inicial fue por tráfico de armas, su nombre salió a la luz en el caso, donde un testigo afirmó que dio la orden de quemar los cuerpos de los menores.
El 11 de abril de 2025, la Fiscalía General del Estado vinculó al teniente coronel de la Fuerza Aérea Ecuatoriana (FAE), Juan Francisco I., al caso, acusándolo de complicidad, ya que presuntamente tuvo conocimiento del operativo militar, acudió al lugar de los hechos, levantó indicios y omitió entregar información de manera oportuna, lo que obstaculizó la búsqueda de las víctimas. El juez a cargo dictó medidas cautelares en su contra, incluyendo la prohibición de salir del país, la presentación periódica dos veces por semana ante la Fiscalía Provincial del Guayas, la retención de sus cuentas bancarias en el Sistema Financiero Nacional y la prohibición de enajenar bienes muebles e inmuebles en todo el territorio nacional. Con esta vinculación, ya son 17 los militares procesados en este caso.
En junio de 2025, un tribunal de la Corte Provincial de Justicia de Cotopaxi analizó un habeas corpus presentado por 11 militares imputados, pero finalmente lo declaró improcedente, manteniendo la prisión preventiva de los militares en Latacunga. La defensa anunció que apelará esta decisión.

## Funeral
El 1 de enero de 2025, los cuerpos de los cuatro menores fueron enterrados en el cementerio Ángel María Canals, en el suburbio de Guayaquil. La connotación social y atentatoria contra los derechos humanos, debido a la edad; el origen étnico-racial; la situación socioeconómica de las víctimas; así como los vejámenes causados a sus cuerpos  propició la participación de manifestaciones culturales de la comunidad afrodescendiente ecuatoriana, manifestada en la participación de  percusiones de madera e instrumentos de cuerda afroecuatorianos. Durante el sepelio, los asistentes manifestaron su inconformidad y pidieron esclarecimiento del caso exclamando «Queremos justicia». Uriel Castillo Nazareno, coordinador del Movimiento Afro Nacional Ecuatoriano (MANE), difundió un manifiesto expresando a la opinión pública la posición del pueblo afro ecuatoriano.

## Reacciones
El caso generó múltiples pronunciamientos por parte de autoridades e instituciones en Ecuador, quienes expresaron su rechazo a los hechos y demandaron justicia.
El presidente Daniel Noboa manifestó su compromiso con la transparencia en la investigación y declaró que no se encubrirá a nadie involucrado, ya sea militar, policía o civil. Además, propuso declarar a los niños como héroes nacionales, aunque inicialmente evitó calificar el caso como desaparición forzada y rechazó que se lo llame “crimen de Estado”.
La Asamblea Nacional del Ecuador declaró tres días de luto institucional en respuesta a la tragedia, señalando la gravedad del caso y su impacto en la sociedad ecuatoriana.
La vicepresidenta Verónica Abad condenó los hechos mediante una carta oficial y decretó luto oficial de tres días en la Vicepresidencia, señalando la necesidad de evitar la impunidad y buscar justicia para los responsables.
El alcalde de Guayaquil, Aquiles Álvarez, expresó su pesar en redes sociales y afirmó que el dolor de las familias no podrá ser aliviado, al tiempo que exigió sanción para los responsables directos e indirectos.
La prefecta del Guayas, Marcela Aguiñaga, manifestó su indignación y llamó a la ciudadanía a no dejarse paralizar por el miedo, subrayando la necesidad de exigir justicia y evitar que se repitan hechos similares.
El alcalde de Quito, Pabel Muñoz, expresó condolencias a las familias de las víctimas, afirmando que el país se encontraba de luto e instando a fortalecer los mecanismos de protección estatal.
La Casa de la Cultura Ecuatoriana emitió un comunicado exigiendo que los responsables enfrenten la justicia, considerando que el caso representa una herida profunda para la sociedad ecuatoriana.
La Defensoría del Pueblo rechazó públicamente el crimen y solicitó acciones inmediatas del Estado para implementar mecanismos efectivos de protección y restitución de derechos.
El líder de la ONG Pueblo Negro del Ecuador, Guillermo Leones, manifestó que por el impacto social se dedicó un Canto Chigualo, propio del pueblo afroecuatoriano, acto simbólico que se realizó tanto en el funeral como en los plantones, caracterizándolo como "ritual significativo en la cultura afroecuatoriana, que se organizó para despedir a los niños que han fallecido y se caracteriza por su mezcla de música, canto, danza y protesta social. 
La Alianza por los Derechos Humanos en Ecuador señaló que el caso refleja patrones de abuso de autoridad y discriminación, y pidió medidas de reparación integral, así como garantías de no repetición.

### Medios de comunicación reconocidos
- «No terroristas, eran futbolistas»: Homenaje a los cuatro niños de Las Malvinas. Publicado en Primicias.ec.
- Menores desaparecidos en Guayaquil: ¿Hay militares implicados y grupos criminales detrás del caso?. Artículo de Annabell Verdezoto en Ecuavisa.
- «Los 4 de Guayaquil»: el padre del más pequeño habla con La Posta. Entrevista publicada en YouTube.

### Documentales y reportes audiovisuales relevantes
- Entierro de los cuatro menores asesinados en Ecuador. Video publicado por DW Español en TikTok.
- Documental «Los Cuatro de las Malvinas». Realizado por Ana María Raffo en TikTok.

### Homenajes Artísticos
- Potente la participación de batucada. Video publicado por Sebastián Cordero
- Donde están nuestros cuatro niños Video publicado por Carolina Oñate
- Cantos chigualos Video publicado por NotiAfroAncestralEC
- Nosotros y ellos. A los niños de las Malvinas. Video publicado por Vladimir Cosíos
- Canción En Homenaje A (Los 4 Niños Asesinados En Malvinas) - Video publicado por Dalet

- Datos: Q131611946